# Helota rouyeri
Helota rouyeri is een keversoort uit de familie Helotidae. De wetenschappelijke naam van de soort is voor het eerst geldig gepubliceerd in 1906 door Ritsema.